# Mỹ Thủy
Mỹ Thủy est une commune vietnamienne située dans la province de Quảng Bình et la région de Côte centrale du Nord. Le massacre de My Trach y a eu lieu au matin le 29 novembre 1947.
Le pagode de Hoằng Phúc se situe dans la commune.
Elle est limitée par les communes de : Dương Thủy, Liên Thủy et Mai Thủy (sur la rive opposée de la rivière Kiến Giang).